# 노원구청장
노원구청장은 서울특별시 노원구의 구청장이다.

## 역대 노원구청장
| 구분     | 성명            | 재임기간                          | 비고                                                      |
| -------- | --------------- | --------------------------------- | --------------------------------------------------------- |
| 1        | 서정희 (徐廷熙) | 1988년 5월 12일 ~ 1989년 7월 20일 | 초대 노원구청장                                           |
| 2        | 김동훈 (金東勳) | 1989년 7월 21일 ~ 1991년 7월 24일 |                                                           |
| 3        | 최선길 (崔仙吉) | 1991년 7월 25일 ~ 1993년 3월 18일 |                                                           |
| 4        | 이기재 (李祺載) | 1993년 3월 19일 ~ 1995년 3월 29일 |                                                           |
| 5        | 최대교 (崔大敎) | 1995년 3월 29일 ~ 1995년 6월 30일 |                                                           |
| 6        | 최선길 (崔仙吉) | 1995년 7월 1일 ~ 1996년 7월 10일  | 당선 무효                                                 |
| 권한대행 | 이동식 (李東植) | 1996년 7월 10일 ~ 1996년 9월 12일 |                                                           |
| 7        | 김용채 (金鎔采) | 1996년 9월 13일 ~ 1998년 3월 5일  | 민선 1기 재선거로 당선 경기도지사 선거 출마를 이유로 사퇴 |
| 권한대행 | 이동식 (李東植) | 1998년 3월 6일 ~ 1998년 5월 13일  | 노원구청장 선거 출마를 이유로 사표                        |
| 권한대행 | 정태승 (鄭泰承) | 1998년 5월 14일 ~ 1998년 6월 30일 |                                                           |
| 8        | 이기재 (李祺載) | 1998년 7월 1일 ~ 2002년 6월 30일  | 민선 2기                                                  |
| 9        | 이기재 (李祺載) | 2002년 7월 1일 ~ 2006년 6월 30일  | 민선 3기 재선                                             |
| 10       | 이노근 (李老根) | 2006년 7월 1일 ~ 2010년 6월 30일  | 민선 4기                                                  |
| 11       | 김성환 (金星煥) | 2010년 7월 1일 ~ 2014년 6월 30일  | 민선 5기                                                  |
| 12       | 김성환 (金星煥) | 2014년 7월 1일 ~ 2018년 2월 12일  | 민선 6기 재보궐선거 출마를 이유로 사퇴                    |
| 권한대행 | 박문규 (朴文圭) | 2018년 2월 13일 ~ 2018년 6월 30일 | 부구청장으로서 권한대행                                   |
| 13       | 오승록 (吳勝彔) | 2018년 7월 1일 ~ 2022년 6월 30일  | 민선 7기                                                  |
| 14       | 오승록 (吳勝彔) | 2022년 7월 1일 ~                  | 민선 8기 재선                                             |

## 같이 보기
- 노원구청장 선거